# Kanton Capobianco
Der Kanton Capobianco war bis 2015 ein französischer Wahlkreis im Arrondissement Bastia, im Département Haute-Corse und in der Region Korsika. Sein Hauptort war Rogliano.
Der zehn Gemeinden umfassende Kanton war 162,38 km² groß und hatte 2575 Einwohner (Stand: 2012).
Er bestand aus folgenden Gemeinden:
| Gemeinde   | Einwohner | Code postal | Code Insee |
| ---------- | --------- | ----------- | ---------- |
| Barrettali | 131       | 20228       | 2B030      |
| Cagnano    | 179       | 20228       | 2B046      |
| Centuri    | 229       | 20238       | 2B086      |
| Ersa       | 132       | 20275       | 2B107      |
| Luri       | 750       | 20228       | 2B152      |
| Meria      | 85        | 20287       | 2B159      |
| Morsiglia  | 123       | 20238       | 2B170      |
| Pino       | 150       | 20228       | 2B233      |
| Rogliano   | 458       | 20247       | 2B261      |
| Tomino     | 186       | 20248       | 2B327      |